# Irwin Fridovich
Irwin Fridovich (Nova Iorque, 2 de agosto de 1929) é um bioquímico estadunidense.

## Obras
- A. M. Michelson, J. M. McCord, and I. Fridovich, eds., SUPEROXIDE AND SUPEROXIDE DISMUTASES, Academic Press, London, 1977.
- P. A Cerutti, I. Fridovich, and J. M. McCord, eds., OXY RADICALS IN MOLECULAR BIOLOGY AND PATHOLOGY, A. R. Liss, New York, 1988.